# Sheila Jeffreys
Sheila Jeffreys (Londen, 13 mei 1948) is een van oorsprong Brits lesbisch-feministisch wetenschapper en politiek activist. Ze woont als expat in Australië en staat bekend om haar analyses van de geschiedenis en de politieke aspecten van seksualiteit in Groot-Brittannië en om haar controversiële meningen over onder meer transseksualiteit.

## Biografie
Jeffreys groeide op in Groot-Brittannië. Ze studeerde aan de Universiteit van Manchester en aan de Australische Monash-universiteit. Naar eigen zeggen werd ze zich van het feminisme bewust in 1972, bij het lezen van Sexual Politics van Kate Millett. Vanaf 1973 is ze als feminist en lesbisch-feminist politiek actief, niet in de laatste plaats op het gebied van seksueel geweld en vrouwenhandel. In 1991 werd ze benoemd tot hoogleraar politicologie aan de Universiteit van Melbourne, een functie die ze tot aan haar emeritaat in 2015 vervulde. Ze schreef onder meer negen boeken, waarin verscheidene aspecten worden belicht van Jeffreys' visie op de seksuele onderdrukking van de vrouw.

## Visie
Kern van de boeken van Jeffreys is haar uitgangspunt dat mannen seksualiteit gebruiken om vrouwen te onderdrukken. Heteroseksuele relaties zouden niet compatibel zijn met de vrouwenstrijd en Jeffreys werd om die reden in 1973 lesbisch. Ze is een van de belangrijkste theorievormers van het politiek lesbianisme.
Jeffreys wordt vaak gekritiseerd omdat ze vindt dat transseksuelen onderdrukkende genderrollen helpen in stand te houden en ze van mening is dat een geslachtsaanpassende operatie gelijk staat aan vrouwelijke genitale verminking. Ze vindt dat transseksuelen een traditioneel stereotype van de vrouw helpen in stand houden en dat ze een essentie van de vrouw uitbeelden die beperkend en diep beledigend is.

## Werken (selectie)
- The Sexuality debates. Routledge & K. Paul, New York 1987, ISBN 0-7102-0936-3.
- Anticlimax: a feminist perspective on the sexual revolution. Women's Press, London 1990, ISBN 0-7043-4203-0.
- The lesbian heresy a feminist perspective on the lesbian sexual revolution. Spinifex, North Melbourne (Victoria) 1993, ISBN 1-875559-17-5.
- The spinster and her enemies: feminism and sexuality, 1880–1930. Spinifex, North Melbourne (Victoria) 1997, ISBN 1-875559-63-9.
- Unpacking queer politics: a lesbian feminist perspective. Polity Press in association with Blackwell Pub, Cambridge Malden (Massachusetts) 2003, ISBN 0-7456-2838-9.
- Beauty and misogyny: harmful cultural practices in the West. Routledge, London/New York 2005, ISBN 0-415-35182-0.
- The idea of prostitution. Spinifex, North Melbourne (Victoria) 2008, ISBN 978-1-876756-67-3.
- The industrial vagina: the political economy of the global sex trade. Routledge, London/New York 2009, ISBN 978-0-415-41233-9.
- Man's dominion: religion and the eclipse of women's rights in world politics. Routledge, Abingdon (Oxfordshire)/New York 2012, ISBN 978-0-415-59674-9.
- Gender hurts: a feminist analysis of the politics of transgenderism. Routledge, Taylor & Francis Group, Abingdon (Oxfordshire) 2014, ISBN 978-0-415-53940-1.